# Robert (Louisiana)
Robert ist ein gemeindefreies Gebiet (unincorporated community) im Tangipahoa Parish im US-amerikanischen Bundesstaat Louisiana. 
Das Gebiet liegt an der Kreuzung von U.S. Route 190 und Louisiana Highway 445, im Osten von Hammond.